# Heynea velutina
Heynea velutina är en tvåhjärtbladig växtart som beskrevs av How & T. C. Chen. Heynea velutina ingår i släktet Heynea och familjen Meliaceae. Inga underarter finns listade i Catalogue of Life.